# Округ Хардин (Кентаки)
Округ Хардин (енгл. Hardin County) је округ у америчкој савезној држави Кентаки.

## Демографија
По попису из 2010. године број становника је 105.543, што је 11.369 (12,1%) становника више него 2000. године.
| Група             | 2000.          | 2010.          |
| Белци             | 75.785 (80,5%) | 82.139 (77,8%) |
| Афроамериканци    | 11.178 (11,9%) | 12.275 (11,6%) |
| Азијати           | 1.693 (1,8%)   | 2.104 (2,0%)   |
| Хиспаноамериканци | 3.159 (3,4%)   | 5.317 (5,0%)   |
| Укупно            | 94.174         | 105.543        |